# Pipi (piłkarz)
Pipi, właśc. Serafim Pinto Ribeiro Júnior (ur. 10 grudnia 1915 w Belo Horizonte – zm. 4 lipca 2001 w Ouro Fino) – piłkarz brazylijski, występujący podczas kariery na pozycji napastnika.

## Kariera klubowa
Karierę piłkarską Pipi zaczął w małym klubie Ouro Fino w 1935 roku. W 1938 roku przeszedł do Guarani FC, w którym grał do 1939 roku. W 1940 przeszedł do Palestra Itália, w którym grał do 1943 roku. Podczas tego okresu Pipi wygrał z Palestra Itália dwukrotnie mistrzostwo stanu São Paulo – Campeonato Paulista w: 1940 i 1942 roku. W latach 1943–1944 grał we Fluminense FC, z którego przeszedł do Corinthians Paulista, w którym zakończył karierę w 1946 roku.

## Kariera reprezentacyjna
W reprezentacji Brazylii Pipi zadebiutował 14 stycznia 1942 w meczu z reprezentacją Chile podczas Copa América 1942, na którym Brazylia zajęła trzecie miejsce. Na tym turnieju wystąpił w czterech meczach z Chile, Argentyną, Peru i Ekwadorem.Mecz z reprezentacją Ekwadoru był jego ostatnim w reprezentacji.